# Eleccions legislatives eslovenes de 2004
Les Eleccions legislatives eslovenes de 2004 se celebraren el 3 d'octubre de 2004 per a renovar els 90 membres de l'Assemblea Nacional d'Eslovènia. El partit més votat fou el Partit Democràtic Eslovè, i el seu líder Janez Janša fou nomenat primer ministre d'Eslovènia.

## Resultats
|                             |                                               |         |       |         |     |
| Partits                     | Partits                                       | Vots    | %     | Escons  | +/- |
|                             | Partit Democràtic Eslovè (SDS)                | 281,710 | 29.08 | 29 / 90 | 15  |
|                             | Liberal Democràcia d'Eslovènia (LDS)          | 220,848 | 22.80 | 23 / 90 | 11  |
|                             | Socialdemòcrates (SD)                         | 98,527  | 10.17 | 10 / 90 | 1   |
|                             | Nova Eslovènia – Partit Popular Cristià (NSi) | 88,073  | 9.09  | 9 / 90  | 1   |
|                             | Partit Popular Eslovè (SLS)                   | 66,032  | 6.82  | 7 / 90  | 2   |
|                             | Partit Nacional Eslovè (SNS)                  | 60,750  | 6.27  | 6 / 90  | 2   |
|                             | Partit Democràtic dels Pensionistes (DeSUS)   | 39,150  | 4.04  | 4 / 90  | =   |
|                             | Eslovènia Activa (AS)                         | 28,767  | 2,97  | -       | Nou |
|                             | Eslovènia és Nostra (SJN)                     | 25,343  | 2.62  | -       | Nou |
|                             | Partit dels Joves d'Eslovènia (SMS)           | 20,174  | 2.08  | -       | 4   |
|                             | Altres                                        | 39,398  | 4.07  | -       | =   |
|                             | Minories hongaresa i italiana                 | —       | —     | 2 / 90  | =   |
| Total (participació 60,64%) | Total (participació 60,64%)                   | 968.772 | 100.0 | 90      |     |